# Ai Qing
Ai Qing, pseudonimo di Jiang Haicheng (Jinhua, 27 marzo 1910 – Pechino, 5 maggio 1996), è stato un poeta e pittore cinese.

## Biografia
Nasce nello Zhejiang da agiati proprietari terrieri; i genitori, spaventati da una profezia secondo la quale Ai Qing avrebbe portato disonore alla famiglia, lo affidarono a dei contadini e lo ripresero con loro nove anni dopo. Da giovane si dedicò alla pittura e nel 1925 iniziò a frequentare l'Accademia d'arte di Hangzhou; per ampliare la sua conoscenza nell'ambito artistico si trasferì a Parigi dal 1928 al 1932 dove conobbe la poesia e l'arte europea del Novecento. Tornato in Cina, si unì ad un gruppo di artisti di sinistra e poco dopo venne arrestato perché ritenuto un poeta rivoluzionario. Durante il periodo di detenzione presso il carcere di Shangai si dedicò alla scrittura; molte sue poesie circolarono clandestinamente al di fuori del carcere e vennero anche pubblicate, contribuendo alla fama del poeta. Nel 1937 venne scarcerato e iniziò ad intrattenere rapporti d'amicizia con Mao Zedong. Nel 1941 si trasferì a Yan'an e si unì al Partito Comunista Cinese. Nel 1957, criticato per la sua linea politica, scomparve dalla scena letteraria, riprendendo un'intensa attività creativa negli anni ottanta.
È il padre dell'artista e architetto Ai Weiwei.

## Opere
- 1936 – Dayanhe
- 1937 – Beifang ("Il Nord")
- 1947 – Xiang taiyang ("Verso il sole")
- 1991 – Ai Qing quanji (raccolta completa delle sue opere, in 5 volumi)
- 2024 – Poesie scelte, Selezione di Ai Weiwei. Traduzione di Federico Picerni, testo a fronte cinese italiano. Damocle Edizioni, Venezia.